# University of Nebraska-Lincoln Women's Volleyball 2013
Questa voce raccoglie le informazioni riguardanti la University of Nebraska-Lincoln Women's Volleyball nella stagione 2013.

## Stagione
La stagione vede coach John Cook alla guida delle Cornhuskers per il quattordicesimo anno consecutivo. Confermato pure lo staff tecnico, con Danielle Busboom e Dan Meske nelle veste di assistenti allenatori rispettivamente per il secondo e terzo anno; l'unico volto nuovo è quello dell'ex pallavolista Sherisa Livingston, che entra a far parte dello staff di Cook nelle vesti di assistente allenatore volontario.
Tra le giocatrici vi sono ben otto freshman, chiamate a sostituire le colleghe uscite dal programma, tra le quali spiccano i nomi di Lauren Cook, figlia del coach John, Gina Mancuso e Hannah Werth, diventate tutte e tre pallavoliste professioniste nei campionati esteri. Tra le nuove arrivate c'è anche la tedesca Malenie Keil, già professionista nella 1. Bundesliga. Vi sono inoltre due trasferimenti: si tratta della senior Kelsey Robinson e della junior Mary Pollmiller, entrambe arrivate dalla Tennessee.
La stagione regolare inizia da Saint Louis, dove le Cornhuskers disputano 3 partite in 2 giorni, chiudendo con due vittorie ed una sconfitta (al secondo turno contro la Auburn. La scena si sposta poi a Lincoln, dove sfruttando il fattore casa, arrivano altri due successi. Dopo la seconda sconfitta stagionale in casa della Texas, seguono gli incontri della Big Ten Conference, nei quali il record del programma è di sedici vittorie e quattro sconfitte (due interne contro la Purdue e la Penn State, vincitrice del titolo di conference; mentre le due sconfitte esterne avvengono ad opera della Michigan State e nuovamente contro le Boilermakers della Purdue).
Con ventisei vittorie e sei sconfitte le Cornhuskers si presentano alla post-season come teste di serie numero 8, ospitando sia i primi due round che le semifinali e la finale regionali. I primi due round vengono superati agevolmente, liquidando con due secchi 3-0 prima la modesta Fairfield e poi la Oregon, finalista dalla NCAA Division I 2012. Dopo aver eliminato in semifinale regionale la San Diego con un netto 3-0, le Cornhuskers non riescono a sfruttare il fattore casa, cedendo a loro volta con un 3-0 alle Longhorns della Texas, testa di serie numero 1, chiudendo così la propria stagione.

## Organigramma societario
Area direttiva
- Presidente: Harvey Perlman
- Direttore delle operazioni: Lindsay Peterson

Area tecnica
- Allenatore: John Cook
- Assistente allenatore: Danielle Busboom, Dan Meske
- Assistente allenatore volontario: Sherisa Livingston

## Rosa
| N° | Nome                 | Ruolo | Data di nascita   | Nazionalità sportiva | Anno      |
| -- | -------------------- | ----- | ----------------- | -------------------- | --------- |
| 1  | Alexa Ethridge       | L     | ?                 | Stati Uniti          | Freshman  |
| 3  | Kelly Hunter         | P     | 7 settembre 1994  | Stati Uniti          | Freshman  |
| 4  | Sheridan Zarda       | L     | ?                 | Stati Uniti          | Sophomore |
| 5  | Amber Rolfzen        | S     | 25 agosto 1994    | Stati Uniti          | Freshman  |
| 6  | Kadie Rolfzen        | S     | 25 agosto 1994    | Stati Uniti          | Freshman  |
| 8  | Brenna Lyles         | L     | ?                 | Stati Uniti          | Freshman  |
| 9  | Cecilia Hall         | C     | 10 febbraio 1992  | Svezia               | Sophomore |
| 10 | Alicia Ostrander     | C     | 29 settembre 1993 | Stati Uniti          | Sophomore |
| 11 | Justine Wong-Orantes | L     | 6 ottobre 1995    | Stati Uniti          | Freshman  |
| 12 | Morgan Broekhuis     | O     | 10 dicembre 1991  | Stati Uniti          | Senior    |
| 14 | Kelsey Fien          | S     | 28 dicembre 1993  | Stati Uniti          | Sophomore |
| 15 | Kira Larson          | C     | ?                 | Stati Uniti          | Freshman  |
| 16 | Mary Pollmiller      | P     | ?                 | Stati Uniti          | Junior    |
| 17 | Hayley Thramer       | C     | ?                 | Stati Uniti          | Senior    |
| 20 | Meghan Haggerty      | C     | 6 ottobre 1993    | Stati Uniti          | Sophomore |
| 21 | Melanie Keil         | C     | 7 maggio 1994     | Germania             | Freshman  |
| 23 | Kelsey Robinson      | S     | 25 giugno 1992    | Stati Uniti          | Senior    |

## Mercato
| Acquisti | Acquisti             | Acquisti                | Acquisti   |
| R.       | Nome                 | da                      | Modalità   |
| -------- | -------------------- | ----------------------- | ---------- |
| L        | Alexa Ethridge       | Lee's Summit North HS   | definitivo |
| P        | Kelly Hunter         | Papillion-La Vista HS   | definitivo |
| S        | Amber Rolfzen        | Papillion-La Vista HS   | definitivo |
| S        | Kadie Rolfzen        | Papillion-La Vista HS   | definitivo |
| L        | Brenna Lyles         | Wimberley High School   | definitivo |
| L        | Justine Wong-Orantes | Los Alamitos HS         | definitivo |
| C        | Kira Larson          | Fargo North High School | definitivo |
| C        | Melanie Keil         | Olympia Berlino         | definitivo |
| P        | Mary Pollmiller      | Tennessee               | definitivo |
| S        | Kelsey Robinson      | Tennessee               | definitivo |

| Cessioni | Cessioni       | Cessioni            | Cessioni   |
| R.       | Nome           | a                   | Modalità   |
| -------- | -------------- | ------------------- | ---------- |
| L        | Lara Dykstra   | -                   | ritirata   |
| P        | Lauren Cook    | Vaqueras de Bayamón | definitivo |
| L        | Paige Hubl     | -                   | ritirata   |
| S        | Gina Mancuso   | Leonas de Ponce     | definitivo |
| C        | Allison McNeal | -                   | ritirata   |
| S        | Hannah Werth   | Vaqueras de Bayamón | definitivo |
| O        | Alexa Strange  | -                   | ritirata   |

## Risultati

### Big Ten Conference

#### Regular season
| 30 agosto Chaifetz Arena, Saint Louis          | Nebraska       | 3 - 0 | Louisiana Monroe | 25-11, 25-21, 25-4                |
| 31 agosto Chaifetz Arena, Saint Louis          | Auburn         | 3 - 1 | Nebraska         | 25-23, 22-25, 25-23, 25-23        |
| 31 agosto Chaifetz Arena, Saint Louis          | Saint Louis    | 0 - 3 | Nebraska         | 20-25, 16-25, 16-25               |
| 6 settembre Devaney Center, Lincoln            | Nebraska       | 3 - 1 | Villanova        | 25-14, 25-13, 20-25, 25-20        |
| 7 settembre Devaney Center, Lincoln            | Nebraska       | 3 - 0 | Georgia          | 25-21, 25-23, 25-14               |
| 22 settembre Gregory Gym, Austin               | Texas          | 3 - 2 | Nebraska         | 20-25, 25-19, 27-25, 21-25, 15-12 |
| 27 settembre Welsh-Ryan Arena, Evanston        | Northwestern   | 1 - 3 | Nebraska         | 16-25, 25-20, 21-25, 20-25        |
| 28 settembre Huff Hall, Champaign              | Illinois       | 0 - 3 | Nebraska         | 20-25, 14-25, 22-25               |
| 4 ottobre Devaney Center, Lincoln              | Nebraska       | 3 - 0 | Minnesota        | 25-22, 25-19, 25-19               |
| 5 ottobre Devaney Center, Lincoln              | Nebraska       | 3 - 2 | Wisconsin        | 25-23, 26-24, 22-25, 30-32, 15-6  |
| 11 ottobre Cliff Keen Arena, Ann Arbor         | Michigan       | 2 - 3 | Nebraska         | 13-25, 26-28, 25-10, 25-20, 8-15  |
| 12 ottobre Jenison Field House, East Lansing   | Michigan State | 3 - 1 | Nebraska         | 25-20, 26-24, 20-25, 25-19        |
| 18 ottobre Devaney Center, Lincoln             | Nebraska       | 3 - 0 | Indiana          | 25-15, 25-16, 25-16               |
| 19 ottobre Devaney Center, Lincoln             | Nebraska       | 1 - 3 | Purdue           | 20-25, 22-25, 25-19, 20-25        |
| 23 ottobre Devaney Center, Lincoln             | Nebraska       | 3 - 0 | Iowa             | 25-19, 25-21, 25-8                |
| 25 ottobre St. John Arena, Columbus            | Ohio State     | 1 - 3 | Nebraska         | 25-22, 12-25, 17-25, 19-25        |
| 30 ottobre Devaney Center, Lincoln             | Nebraska       | 3 - 0 | Illinois         | 25-21, 26-24, 25-12               |
| 2 novembre Devaney Center, Lincoln             | Nebraska       | 3 - 2 | Northwestern     | 21-25, 25-17, 21-25, 21-17, 15-13 |
| 8 novembre UW Field House, Madison             | Wisconsin      | 1 - 3 | Nebraska         | 25-18, 20-25, 23-25, 19-25        |
| 10 novembre Sports Pavilion, Minneapolis       | Minnesota      | 2 - 3 | Nebraska         | 22-25, 25-15, 25-27, 25-15, 11-15 |
| 15 novembre Devaney Center, Lincoln            | Nebraska       | 3 - 0 | Michigan State   | 25-23, 25-13, 25-22               |
| 16 novembre Devaney Center, Lincoln            | Nebraska       | 3 - 1 | Michigan         | 25-20, 20-25, 25-21, 25-19        |
| 22 novembre Holloway Gymnasium, West Lafayette | Purdue         | 3 - 0 | Nebraska         | 26-24, 25-21, 25-16               |
| 23 novembre University Gymnasium, Bloomington  | Indiana        | 0 - 3 | Nebraska         | 22-25, 21-25, 11-25               |
| 27 novembre Carver-Hawkeye Arena, Iowa City    | Iowa           | 0 - 3 | Nebraska         | 16-25, 18-25, 18-25               |
| 30 novembre 2013 Devaney Center, Lincoln       | Nebraska       | 1 - 3 | Penn State       | 25-22, 23-25, 24-26, 24-26        |

### NCAA Division I

#### Fase regionale
| 6 dicembre 2013 - Primo turno Devaney Center, Lincoln    | Nebraska | 3 - 0 | Fairfield | 25-15, 25-9, 25-17  |
| 7 dicembre 2013 - Secondo turno Devaney Center, Lincoln  | Nebraska | 3 - 0 | Oregon    | 25-22, 25-19, 25-22 |
| 13 dicembre 2013 - Sweet Sixteen Devaney Center, Lincoln | Nebraska | 3 - 0 | San Diego | 25-20, 25-23, 25-22 |
| 14 dicembre 2013 - Elite Eight Devaney Center, Lincoln   | Nebraska | 0 - 3 | Texas     | 19-25, 22-25, 23-25 |

## Statistiche

### Statistiche di squadra
| Competizione                       | Punti | In casa | In casa | In casa | In trasferta | In trasferta | In trasferta | Campo neutro | Campo neutro | Campo neutro | Totale | Totale | Totale |
| Competizione                       | Punti | G       | V       | P       | G            | V            | P            | G            | V            | P            | G      | V      | P      |
| ---------------------------------- | ----- | ------- | ------- | ------- | ------------ | ------------ | ------------ | ------------ | ------------ | ------------ | ------ | ------ | ------ |
| Big Ten Conference NCAA Division I | .788  | 19      | 16      | 3       | 12           | 9            | 3            | 2            | 1            | 1            | 33     | 26     | 7      |
| Totale                             | .788  | 19      | 16      | 3       | 12           | 9            | 3            | 2            | 1            | 1            | 33     | 26     | 7      |

G = partite giocate; V = partite vinte; P = partite perse

### Statistiche dei giocatori
| Giocatrice      | Big Ten Conference NCAA Division I | Big Ten Conference NCAA Division I | Big Ten Conference NCAA Division I | Big Ten Conference NCAA Division I | Big Ten Conference NCAA Division I | Totale | Totale | Totale | Totale | Totale |
| Giocatrice      | P                                  | PT                                 | AV                                 | MV                                 | BV                                 | P      | PT     | AV     | MV     | BV     |
| --------------- | ---------------------------------- | ---------------------------------- | ---------------------------------- | ---------------------------------- | ---------------------------------- | ------ | ------ | ------ | ------ | ------ |
| M. Broekhuis    | 34                                 | 34.5                               | 28                                 | 6.5                                | 0                                  | 34     | 34.5   | 28     | 6.5    | 0      |
| A. Ethridge     | 99                                 | 22                                 | 1                                  | 0                                  | 21                                 | 99     | 22     | 1      | 0      | 21     |
| K. Fien         | 21                                 | 47.5                               | 47                                 | 0.5                                | 0                                  | 21     | 47.5   | 47     | 0.5    | 0      |
| M. Haggerty     | 103                                | 240                                | 178                                | 62                                 | 0                                  | 103    | 240    | 178    | 62     | 0      |
| C. Hall         | 107                                | 217                                | 144                                | 73                                 | 0                                  | 107    | 217    | 144    | 73     | 0      |
| K. Hunter       | 32                                 | 6                                  | 0                                  | 0                                  | 6                                  | 32     | 6      | 0      | 0      | 6      |
| M. Keil         | 29                                 | 47.5                               | 32                                 | 15.5                               | 0                                  | 29     | 47.5   | 32     | 15.5   | 0      |
| K. Larson       | -                                  | -                                  | -                                  | -                                  | -                                  | -      | -      | -      | -      | -      |
| B. Lyles        | 112                                | 15                                 | 0                                  | 0                                  | 15                                 | 112    | 15     | 0      | 0      | 15     |
| A. Ostrander    | 21                                 | 28.5                               | 19                                 | 9.5                                | 0                                  | 21     | 28.5   | 19     | 9.5    | 0      |
| M. Pollmiller   | 119                                | 154                                | 102                                | 34                                 | 18                                 | 119    | 154    | 102    | 34     | 18     |
| K. Robinson     | 119                                | 608.5                              | 530                                | 46.5                               | 32                                 | 119    | 608.5  | 530    | 46.5   | 32     |
| A. Rolfzen      | 104                                | 306.5                              | 244                                | 54.5                               | 8                                  | 104    | 306.5  | 244    | 54.5   | 8      |
| K. Rolfzen      | 109                                | 418                                | 377                                | 36                                 | 5                                  | 109    | 418    | 377    | 36     | 5      |
| H. Thramer      | -                                  | -                                  | -                                  | -                                  | -                                  | -      | -      | -      | -      | -      |
| J. Wong-Orantes | 114                                | 16                                 | 6                                  | 0                                  | 10                                 | 114    | 16     | 6      | 0      | 10     |
| S. Zarda        | -                                  | -                                  | -                                  | -                                  | -                                  | -      | -      | -      | -      | -      |

P = presenze; PT = punti totali; AV = attacchi vincenti; MV = muri vincenti; BV = battute vincenti

NB: I muri singoli valgono una unità di punto, mentre i muri doppi e tripli valgono mezza unità di punto; anche i giocatori nel ruolo di libero sono impegnati al servizio